# Sideridis congermana
Sideridis congermana är en fjärilsart som beskrevs av Morrison 1874. Sideridis congermana ingår i släktet Sideridis och familjen nattflyn. Inga underarter finns listade i Catalogue of Life.